# Kommunistische Partei der Ukraine
Die Kommunistische Partei der Ukraine (KPU, ukrainisch Комуністична партія України, Komunistytschna partija Ukrajiny; russisch Коммунистическая партия Украины, Kommunistitscheskaja partija Ukrainy) war eine 1918 entstandene und bis 2015 bestehende Partei in der Ukraine. Sie vertrat einen marxistisch-leninistischen Standpunkt. Bis zu ihrem Verbot im Jahr 2015 war sie die älteste existierende politische Partei des Landes.

## Geschichte

### 1918 bis 1991

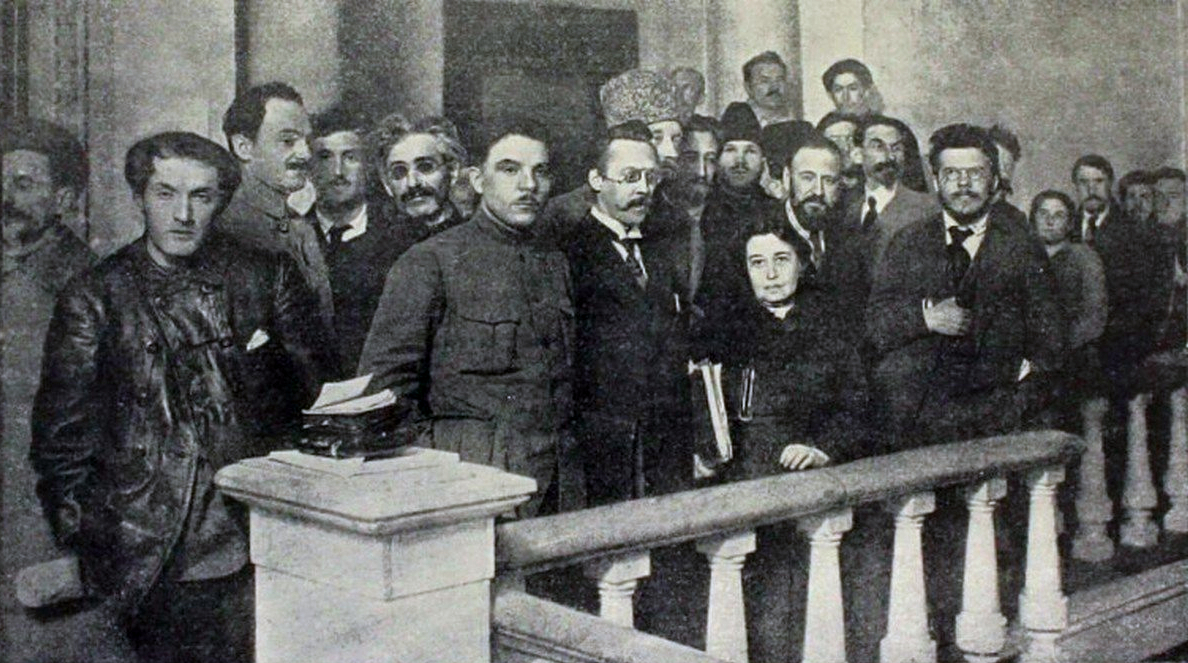
Führer der KP(b)U während des Bürgerkrieges (von links nach rechts): O. Chmelnyzkyj, M. L. Ruchimowitsch, M. Hranowskyj, W. Judowskyj, K. Woroschilow, W. N. Meschtscherjakow, M. Podwoiskyj, A. Balabanova, C. G. Rakowski, M. Skrypnyk, W. Satonskyj

Die Partei wurde am 18. April 1918 unter dem Namen Kommunistische Partei (der Bolschewiki) der Ukraine, abgekürzt KP(B)U, in Taganrog gegründet. Schon im Juli desselben Jahres beschloss der offizielle I. Parteitag der KP(B)U in Moskau den Eintritt der Partei in die Kommunistische Partei Russlands (Bolschewiki) und war fortan die Gliederung der späteren KPdSU in der Ukrainischen Sowjetrepublik. 1952 wurde der Zusatz „Bolschewiki“ gestrichen.
In den frühen Jahren ihrer Existenz war der Anteil ukrainischer Parteimitglieder gering. 1922 waren es neben 54 % Russen und 21 % anderen Nationalitäten nur 23 % Ukrainer. Erst im Laufe der Jahre konnte der Anteil ukrainisch-stämmiger Mitglieder gesteigert werden.
Nach der Besetzung weiter Teile der Ukraine durch die deutsche Wehrmacht und der Bildung des Reichskommissariats Ukraine 1941 arbeitete die Partei bis 1944 im Untergrund weiter.
Nach der Rückeroberung der Ukraine durch die Rote Armee wurde die KPU wieder die einzige in der ukrainischen Sowjetrepublik herrschende Partei und blieb dies bis 1991. Aus ihren Reihen kamen sämtliche Vorsitzende des Obersten Sowjets und des Ministerrat der Ukrainischen SSR.

### Seit 1991
Nach dem Augustputsch 1991 wurde die KPU verboten. Das Präsidium der Werchowna Rada erließ zwei Dekrete. Sie zielten darauf ab, die zuvor herrschende KPdSU bzw. KPU und ihre Aktivitäten zu verbieten. Das erste Dekret erging am 26. August 1991 und setzte die Aktivitäten der drei Millionen Mitglieder starken Partei außer Kraft. Außerdem wurden die Bankkonten eingefroren und das Eigentum der Partei sichergestellt, bis ihre Rolle bei dem gescheiterten Staatsstreich durch die Gerichte einwandfrei festgestellt werden konnte. Das zweite Dekret erging nur vier Tage später, am 30. August 1991, und sprach ein Verbot der KPU aus. Die Begründung des Dekrets war die Leistung der Beihilfe zum Staatsstreich durch die und somit ein Verstoß gegen Art. 7 der ukrainischen Verfassung von 1978. Das Verbot der KPU überführte sämtliches Parteieigentum und -vermögen an den ukrainischen Staat. Viele ihrer Mitglieder traten daraufhin in die Sozialistische Partei der Ukraine (SPU) ein.
1993 wurde die KPU in Donezk als eigenständige ukrainische Partei wiedergegründet. Zum Ersten Sekretär des Zentralkomitees wurde dort Petro Symonenko gewählt, der die Partei bis 2015 führen sollte.
Trotz ihrer Neugründung verstand sich die KPU als direkte Fortsetzung der Kommunistischen Partei der Ukrainischen Sowjetrepublik. Zwar begann sie etwa die Zählung ihrer Parteitage 1993 neu, die Zählung der Parteitage der sowjetukrainischen KP wurde jedoch ebenfalls fortgesetzt. So war der Gründungsparteitag der heutigen KPU 1993 der „I. (XXIX.) Parteitag“.
Bei den Parlamentswahlen 1994 und 1998 konnte die KPU jeweils stärkste Kraft werden (1994 etwa 13 % und 1998 etwa 25 %). Dies hatte jedoch keine direkte Regierungsmacht oder -beteiligung zur Folge.
Bei der Präsidentschaftswahl 1994 stellte die KPU keinen eigenen Kandidaten und unterstützte stattdessen den Vorsitzenden der SPU, Oleksandr Moros, der schließlich gegen Leonid Kutschma unterlag.
Nach der Schaffung des ukrainischen Verfassungsgerichts 1996 reichten 130 KPU-Abgeordnete eine Verfassungsbeschwerde gegen das Verbot von 1991 und die folgende Überführung des Parteieigentums in staatlichen Besitz ein. Trotz abweichender Stimmen innerhalb des Verfassungsgerichts, befand es sich als zuständig und entschied über das durchgeführte Verbotsverfahren. Das Verbot der KPU wurde aufgehoben, da das Programm der im Juli 1991 registrierten Partei ohne weiteres mit der 1996 eingeführten als auch der vorherigen Verfassung vereinbar gewesen sei. Das ukrainische Verfassungsgericht stellte weiterhin fest, dass das Verbot der KPU gegen das Grundrecht der Versammlungsfreiheit verstoßen habe.
Bei der Präsidentschaftswahl 1999 stellte die Partei ihren Ersten Sekretär, Petro Symonenko, auf und konnte bei etwa 10 Millionen Stimmen rund 38 % erreichen.
Nach der Präsidentschaftswahl 2004, die in die so genannte „Orange Revolution“ mündete, verlor die KPU stark an Zustimmung und entwickelte sich zu einer der kleineren im ukrainischen Parlament vertretenen Parteien. Ein großer Teil ihrer Wählerschaft wechselte zur Partei der Regionen, die im Vorfeld der Präsidentschaftswahl auf einen linkspopulistischen Kurs einschwenkte und auch mit ihrer russlandfreundlichen Außenpolitik traditionelle Positionen der Kommunisten vertrat.
Ab 2006 war die KPU unter Ministerpräsident Wiktor Janukowytsch bis 2007 an der Regierung beteiligt.
Bei der Parlamentswahl 2012 konnte sie deutlich an Stimmen gewinnen, die KPU erreichte 13,2 % der Wählerstimmen und 32 Mandate in der Werchowna Rada.
Nach der Absetzung von Präsident Janukowytsch im Februar 2014 wurde die KPU zum Ziel von gewalttätigen Angriffen durch Unterstützer des Euromaidan. Die Parteizentrale in Kiew war zeitweise besetzt, andere Büros der Partei wurden verwüstet oder mit Molotowcocktails in Brand gesetzt. Die Abgeordneten der KPU in der Werchowna Rada wurden teilweise bedroht und unter Druck gesetzt. In einer am 27. Februar 2014 angenommenen Resolution verurteilte das Europäische Parlament den Angriff auf den Sitz der KPU. Am 10. April wurde die Parteizentrale auf gerichtlichen Beschluss von den Besetzern geräumt, dabei wurden die Räume in Brand gesetzt. Am 6. Mai 2014 wurde die Fraktion der KPU von der Sitzung der Werchowna Rada ausgeschlossen, da sie angeblich den Separatismus in der Ostukraine unterstützte. Am 8. Juli 2014 beantragte Justizminister Petrenko beim regionalen Verwaltungsgericht das Verbot der KPU, da es zahlreiche Beweise für illegale Aktivitäten der Partei gab. So hätte sie sich unter anderem offen auf die Seite der prorussischen Separatisten in der Ostukraine gestellt und diese auch mit Geld und Waffen unterstützt. Am 24. Juli 2014 erklärte Parlamentspräsident Oleksandr Turtschynow die kommunistische Fraktion in der Rada für aufgelöst, nachdem zwei Tage vorher ein Gesetz in Kraft getreten war, welches Turtschynow die Vollmacht für diese Entscheidung gab. Das Verbot der Partei wurde von Amnesty International als „eklatante Verletzung der Meinungs- und Vereinigungsfreiheit“ bezeichnet. Es solle unverzüglich aufgehoben werden.
Bei der Parlamentswahl 2014 konnte die Partei mit 3,88 % der abgegebenen Stimmen nicht erneut ins Parlament einziehen und war damit erstmals nicht mehr im Parlament der Ukraine vertreten. Der Autor Roman Danyluk sah dies als eine Folge der Ausrichtung der KPU. Sie hatte seiner Ansicht nach eine prorussische rückwärtsgewandte Haltung, die eher an sowjetnostalgischer Identitäts- und Erinnerungspolitik ausgerichtet sei denn an der Beteiligung an sozialen Bewegungen. Ihre Politik sei zudem sehr staatsfixiert gewesen und habe ausschließlich auf die Arbeit in den staatlichen Institutionen gesetzt, weshalb sie auch an Überalterung litt.
Am 17. April 2015 verbot der Regionalrat der ukrainischen Oblast Iwano-Frankiwsk die KPU und drei weitere als separatistisch eingestufte Oppositionsparteien.
Am 16. Dezember 2015 beschloss das Bezirksverwaltungsgericht Kiew das Verbot der KPU auf dem Gebiet der Ukraine.
Petro Symonenko wurde zur Präsidentschaftswahl 2019 als Kandidat nicht zugelassen.
Im Juli 2022 verbot das achte Verwaltungsgericht in Lwiw die Aktivitäten der KPU. Vermögen und Strukturen der Partei wurden dem ukrainischen Staat übergeben.

## Wahlergebnisse
Ihre besten Ergebnisse erreichte die KPU stets in den östlichen und südlichen Landesteilen der Ukraine sowie auf der Halbinsel Krim. In der Westukraine war die Zustimmung für die KPU deutlich schwächer.
| Jahr | Wahl           | Stimmen   | %       | Mandate |
| ---- | -------------- | --------- | ------- | ------- |
| 1994 | Werchowna Rada | 3.683.332 | 12,72 % | 086     |
| 1998 | Werchowna Rada | 6.550.353 | 24,65 % | 122     |
| 2002 | Werchowna Rada | 5.178.074 | 19,99 % | 065     |
| 2006 | Werchowna Rada | 929.591   | 3,67 %  | 021     |
| 2007 | Werchowna Rada | 1.257.291 | 5,39 %  | 027     |
| 2012 | Werchowna Rada | 2.687.246 | 13,18 % | 032     |
| 2014 | Werchowna Rada | 611.923   | 3,88 %  | 000     |

## Jugendorganisation
Die Jugendorganisation der KPU war der Leninsche Kommunistische Jugendverband der Ukraine, auch als Komsomol der Ukraine bekannt.

## Parteiführung
Im Laufe ihrer Geschichte bekam der führende Posten in der Partei verschiedene Bezeichnungen. Von der Gründung bis 1925 wurde die Partei durch den Sekretär des Zentralkomitees (ZK) geleitet, von 1925 bis 1934 vom Generalsekretär des ZK und ab 1934 durch den Ersten Sekretär des ZK.
Folgende Personen übten diese Funktion aus:
- Georgi Pjatakow (1918)
- Serafima Gopner (1918)
- Emmanuel Quiring (1918–1919)
- Stanislaw Kossior (1919)
- Rafail Farbman (1920)
- Wjatscheslaw Molotow (1920–1921)
- Dmitri Manuilski (1921–1923)
- Emmanuel Quiring (1923–1925)
- Lasar Kaganowitsch (1925–1928)
- Stanislaw Kossior (1928–1938)
- Nikita Chruschtschow (1938–1947)
- Lasar Kaganowitsch (1947)
- Nikita Chruschtschow (1947–1949)
- Leonid Melnikow (1949–1953)
- Alexei Kiritschenko (1953–1957)
- Nikolaj Podgornyj (1957–1963)
- Pjotr Schelest (1963–1972)
- Wolodymyr Schtscherbyzkyj (1972–1989)
- Wolodymyr Iwaschko (1989–1990)
- Stanislaw Hurenko (1990–1991)
- Petro Symonenko (1993–2015)